# Arthur Dennis

Arthur Dennis

Arthur Wellington Dennis (* 11. April 1846 in Providence, Rhode Island; † 19. November 1920) war ein US-amerikanischer Politiker. In den Jahren 1909 und 1910 war er Vizegouverneur des Bundesstaates Rhode Island.

## Werdegang
Arthur Dennis besuchte die öffentlichen Schulen seiner Heimat einschließlich der Providence High School. In den Jahren 1863 und 1864 war er für die Bundesregierung als Provost Marshal in Salem (Oregon) tätig. Anschließend kehrte er nach Providence zurück. Dort arbeitete er zunächst für einen Baumwollhändler und als Agent einer New Yorker Firma. Später war er in der Schuhbranche beschäftigt. Er war Gründer und bis 1912 Finanzvorstand der Firma Elmwood Mills. Danach fungierte er als Präsident der ebenfalls im Schuhgeschäft tätigen International Braid Company. Er war auch einer der Direktoren der Lawton Spinning Company und der National Exchange Bank of Providence.
Politisch schloss sich Dennis der Republikanischen Partei an. Er saß im Stadtrat von Providence und war in den Jahren 1906 und 1907 Abgeordneter sowie Präsident des Repräsentantenhauses von Rhode Island. 1908 wurde er an der Seite von Aram J. Pothier zum Vizegouverneur von Rhode Island gewählt. Dieses Amt bekleidete er zwischen 1909 und 1910. Dabei war er Stellvertreter des Gouverneurs und Vorsitzender des Staatssenats. Nach seiner Zeit als Vizegouverneur ist er politisch nicht mehr in Erscheinung getreten. Er war Mitglied zahlreicher Organisationen und Vereinigungen. Arthur Dennis starb am 19. November 1920.